# Konstant Vangenechten
Konstant Vangenechten  (Geel, 15 december 1904 – Vorselaar, 4 augustus 1991) was een Vlaams schrijver, leraar en auteur van schoolboeken.

## Levensloop
Vangenechten doorliep het seminarie en werd in december 1929 tot priester gewijd voor het aartsbisdom Mechelen. Hij werd ook kandidaat in de klassieke talen. Na legerdienst (1930-1931) werd hij leraar, voornamelijk Latijn:
- Onze-Lieve-Vrouwcollege, Boom (1931-1937);
- Sint-Jozefscollege, Aarschot (1937-1950).

Hij werd vervolgens:
- rector van de Zusters Ursulinen, Londerzeel (1950-1963);
- diocesaan inspecteur middelbaar onderwijs voor het aartsbisdom (1957-1963);
- erekanunnik (1957).

In december 1962 stapte hij over naar het nieuwe bisdom Antwerpen. Hij werd er:
- hoofdinspecteur van het middelbaar onderwijs (1963-1969);
- directeur der Zusters Derde-Ordelingen van Sint Franciscus, Herentals (1963-1965);
- directeur Zusters Ursulinen, Wilrijk (1965-1966);
- rector Zusters der Christelijke Scholen, Berkelheide - Vorselaar (1970-1991).

In 1964 werd hij titulair kanunnik van de kathedraal van Antwerpen en was er vanaf 1969 opnieuw erekanunnik.
Beroepshalve was hij van 1950 tot 1963 redactiesecretaris, vervolgens hoofdredacteur van het pedagogisch tijdschrift Nova et Vetera. Hij verwierf een stevige reputatie als pedagoog voor het aanleren van de klassieke talen.

## Publicaties
- Het juiste Latijnsche woord, Turnhout, Brepols, 1938.
- Het antieke Rome, De Nederlandsche Boekhandel, 1948.
- (samen met Juul Frans Aerts) Nederlands-Latijn Lexicon, Turnhout, Brepols, 1957.
- Geschiedenis van een Kempische Studentenbond (Geel, 1906-1930), Brussel, Stuurgroep Oud-AKVS, 1981.
- Vesperascente Vita, over Guido Gezelle, in: Deel VIII van het Verzameld Dichtwerk, Antwerpen/Amsterdam, 1991.